# Stratégie et tactique du go
 (janvier 2016).
Si vous disposez d'ouvrages ou d'articles de référence ou si vous connaissez des sites web de qualité traitant du thème abordé ici, merci de compléter l'article en donnant les références utiles à sa vérifiabilité et en les liant à la section « Notes et références ».

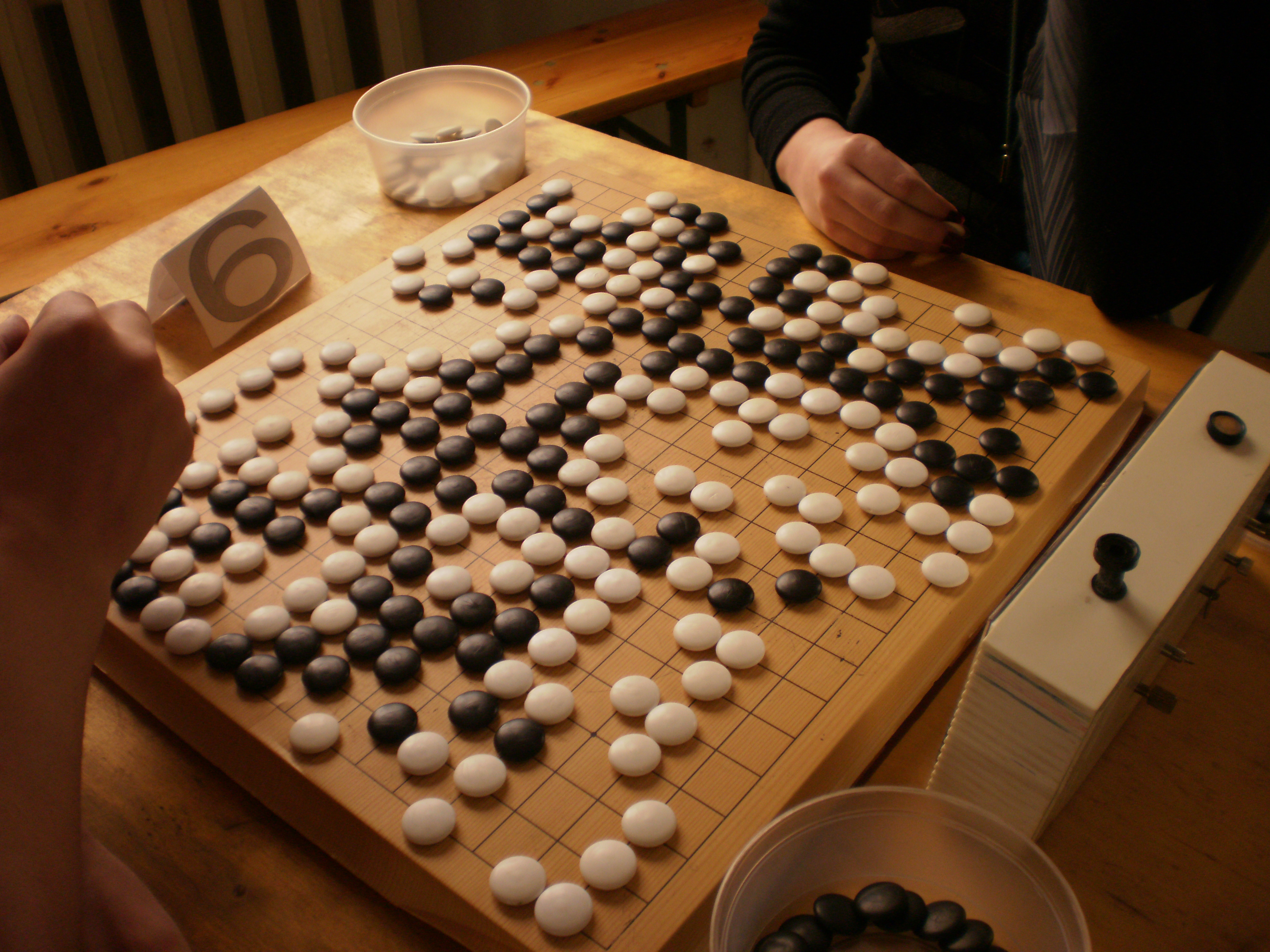
Une partie de go (presque terminée)

Stratégie et tactique du go, jeu de réflexion à deux joueurs, se lient et permettent au joueur d'avancer dans la partie. Il peut pour cela s'aider de principes, de proverbes et diverses notions propres au go.

## Principes stratégiques de base du go
Les éléments de base de la stratégie au go sont :
Connectergarder ses pierres reliées permet d'avoir moins de groupes à défendre.
Couperséparer les pierres adverses oblige l'adversaire à défendre plus de groupes.
Vivrela capacité des pierres d'éviter d'être capturées. Habituellement, un groupe a besoin de deux yeux pour vivre.
Mourirun groupe est mort s’il n'y a pas de moyen d'éviter la capture à court, moyen ou long terme.

## Notions stratégiques

### Initiative

#### Relation sente-gote
Un coup sente est un coup obligeant l'adversaire à répondre. Un coup gote, au contraire, est un coup n'appelant pas de réponse de l'adversaire.
Ne jouer que des coups gote, c'est laisser la main à l'adversaire pour imposer son rythme, sa stratégie : c'est lui laisser l'initiative.
Dans une partie à handicap, si Noir ne joue que des bons coups mais perd l'initiative trop souvent en jouant des coups gote, il perd la partie globale car blanc aura profité de ces moments pour s'imposer.

#### Défendre pour attaquer
Défendre son groupe préventivement permet d'éliminer des problèmes ultérieurs. La défense permet l'attaque.
Un bon coup a toujours plusieurs objectifs : il s'agit souvent d'un coup défensif (donc gote a priori) et offensif (sente). Jouer de tels coups permet de garder un jeu dynamique et de ne pas laisser l'initiative à l'adversaire.

#### Potentiel d'un groupe
Une position permet à un joueur de l'exploiter pour en tirer un certain nombre de coups sente, de menaces de ko… au bout d'un moment, ce potentiel s'affaiblit et doit se transformer en points (voir la section ci-dessous)

### Territoire et influence

#### Territoire
Un territoire est un espace (un ensemble d'intersections) délimité par des pierres d'une même couleur. Le territoire n'est visible que durant le milieu et la fin de partie. En début de partie, on parle de territoires potentiels ou moyo, encore ouverts à l'invasion ou la réduction.

#### Influence
Contrairement au territoire qui est facilement discernable, l'influence est un concept plus abstrait. Elle désigne une force, souvent formée par un mur de pierres alliées, qui place l'espace adjacent sous un certain contrôle.
L'influence représente donc un potentiel d'action.
D'après Takemiya, utiliser correctement l'influence, ce n'est pas transformer celle-ci en territoire mais "chasser" les pierres ennemies vers son mur afin de les capturer toutes ou de les maintenir affaiblies pour causer des dommages ailleurs.

### Attaque et défense
Pour gagner au go, il n'y a pas besoin de tuer l'adversaire : une victoire d'un demi-point est tout aussi valable sinon plus qu'une victoire de cinquante points. Partant de ce principe, l'attaque devient une notion confuse pour les débutants : "Quand un joueur a besoin de 9 pierres de handicap, il ne sait pas quand il attaque ni quand il défend."
On attaque à distance et on défend au contact : en effet, jouer au contact permet aux deux adversaires de se renforcer et de stabiliser leurs groupes.

### Invasion et réduction
Invasion et réduction sont les deux choix offerts au joueur pour limiter le nombre de points d'un moyo adverse. Bien qu'il n'y ait pas d'incompatibilité à proprement parler entre ces deux options, il est souvent malaisé de procéder aux deux pour un même moyo.
Réduire signifie éroder le moyo en jouant des coups à la frontière de celui-ci.
Envahir signifie jouer dans le moyo adverse. Le but n'est pas tant de faire des points que de vivre (par connexion avec un autre groupe, en vivant sur place ou en fuyant vers le centre) et donc de diminuer les points de l'adversaire.
L'invasion est une tactique souvent plus risquée car elle mène à des combats parfois complexes et à des problèmes de vie et de mort.
Le choix entre invasion et réduction dépend de plusieurs facteurs :
- Taille du moyo : moins il y a d'espace, plus il est difficile d'envahir
- Nombre de pierres pour les deux joueurs
- Présence d'aji ou de faiblesses dans le moyo adverse

## Stratégie appliquée aux différentes phases du jeu

### Stratégie dans le fuseki
Le fuseki correspond à la première partie du jeu.
La notion essentielle est celle de direction de jeu.
Les proverbes du go permettent d'établir certains principes :
- «Le coin est d'or, les bords sont d'argent, le centre est un jardin public.» Il est plus facile de faire des points dans les coins, puis dans les bords, ce sont donc ces zones qui seront prioritairement recherchées par les joueurs.
- «On joue les coups urgents avant les gros coups» Un coup urgent menace ou permet la vie d'un groupe. Il est souvent essentiel de ne pas se créer de faiblesses que l'adversaire pourrait utiliser ultérieurement.

### Stratégie dans le chuban
Le chuban est le moment clé où la stratégie va pouvoir s'exprimer. En effet, cette partie du jeu correspond à la création approximative des frontières des territoires et peut donner lieu à des affrontements violents.
La prise de décision stratégique peut se faire dans cet ordre :
1. Identification d'un moment-clé
2. Évaluation de la position des joueurs
3. Prise de décision en conséquence

#### Identification d'un moment-clé
Un moment-clé correspond à une situation où la prise de décision concernant des choix semblant cohérents peut changer radicalement le cours de la partie.
Exemple de moments-clés :
- Gérer un moyo adverse
- Bien utiliser le sente
- Faire face à un dilemme

#### Évaluation de la position des joueurs
Le comptage des points permet d'évaluer l'avance ou le retard des joueurs. Il existe différentes techniques pour compter : deux par deux, ne compter que les points sûrs, compter en traçant mentalement des rectangles et en procédant à une multiplication… Les paramètres à prendre en compte étant la précision du comptage, sa rapidité et sa facilité de mise en œuvre.
On dit que les bons joueurs comptent trois fois, une fois par phase de jeu (fuseki, chuban, yose). Les joueurs professionnels comptent très régulièrement au cours de la partie.
Une technique, l'analyse conjoncturelle, peut être d'évaluer le nombre de points réels (points sûrs, qui ne pourront pas être enlevés) sans oublier le komi ni les prisonniers, puis l'influence. À partir de là, on peut déterminer si le joueur est en retard, en avance, ou si la situation est équilibrée.

#### Prise de décision
La prise de décision se fonde sur un principe : le joueur en avance (ayant plus de points) a intérêt à conserver une situation simple qui ne l'exposera pas à de grands dangers tandis que le joueur en retard doit compliquer la situation en prenant si besoin est des risques supplémentaires.
Voici un tableau présentant différents coups et leur niveau de risque.
| Risque | Coup          | Explication                                                                |
| ------ | ------------- | -------------------------------------------------------------------------- |
| 0      | Consolider    | Défendre de manière préventive et se renforcer en anticipant une attaque   |
| 1      | Défendre      | Protéger son territoire de menaces                                         |
| 2      | Réduire       | Diminuer le potentiel de l'adversaire                                      |
| 3      | Envahir       | Pénétrer le territoire adverse et tenter de vivre sur place ou de s'enfuir |
| 4      | Combattre     | Menacer la capture de groupes adverses                                     |
| 5      | Faire un moyo | Créer un territoire potentiel                                              |
| 6      | Tuer          | Tuer un groupe adverse                                                     |

La décision, et donc la stratégie, se fonde sur l'impact potentiel d'un coup en nombre de points et le niveau de risque de ce même coup.

### Stratégie dans le yose
Le yose est la dernière phase du jeu, celle de clôture des territoires. La stratégie à suivre consiste à compter la valeur de chaque coup, de regarder si celui-ci est sente ou gote (ou double-sente, double-gote) et d'estimer l'ordre optimal des coups à suivre.
Cette stratégie ne peut être suivie que par des professionnels car elle exige de grandes capacités de calcul. Les amateurs se contentent de jouer les coups qu'ils estiment être les plus gros.